# Valea Vinului
Valea Vinului là một xã thuộc hạt Satu Mare, România. Dân số thời điểm năm 2002 là 2276 người.